# Зумакулов Борис Мустафайович
Борис Мустафайович Зумакулов (15 лютого 1940, селище Нижній Баксан, тепер місто Тирниауз, Кабардино-Балкарія, Російська Федерація) — радянський і російський державний, партійний і комсомольський діяч, 1-й секретар Кабардино-Балкарського республіканського комітету КПРС. Народний депутат Верховної ради Кабардино-Балкарської АРСР. Член Центральної контрольної комісії КПРС у 1990—1991 роках. Доктор історичних наук, професор, член-кореспондент Петровської академії наук (Санкт-Петербург), академік Академії соціальної освіти Російської Федерації, академік Міжнародної академії соціальної роботи (IASW)

## Життєпис
У 1940-х — 1950-х роках перебував у депортації.
У 1958—1963 роках — студент історико-філологічного факультету Кабардино-Балкарського державного університету.
Член КПРС з 1962 року.
У 1962—1963 роках — секретар Кабардино-Балкарського обласного комітету ВЛКСМ.
У 1963—1972 роках — 1-й секретар Кабардино-Балкарського обласного комітету ВЛКСМ.
У 1972—1975 роках — заступник, 1-й заступник голови Центральної ради Всесоюзної піонерської організації імені В.І. Леніна ЦК ВЛКСМ.
У 1975—1980 роках — завідувач відділу агітації та пропаганди Кабардино-Балкарського обласного комітету КПРС.
У 1980 — лютому 1990 року — секретар Кабардино-Балкарського обласного комітету КПРС.
У 1985—1986 роках — політичний радник СРСР в Афганістані. Працював з Бабраком Кармалем та Наджибуллою.
У 1986 році закінчив Академію суспільних наук при ЦК КПРС.
21 лютого — 1 вересня 1990 року — 2-й секретар Кабардино-Балкарського республіканського комітету КПРС.
1 вересня 1990 — 23 серпня 1991 року — 1-й секретар Кабардино-Балкарського республіканського комітету КПРС.
У 1992—2001 роках — міністр праці та соціального розвитку Кабардино-Балкарської Республіки.
У березні 2001 — липні 2007 року — голова Виборчої комісії Кабардино-Балкарської Республіки.
З 10 липня 2007 року — уповноважений з прав людини в Кабардино-Балкарській Республіці.
Захистив докторську дисертацію на тему «Державна соціальна політика та особливості її реалізації в суб'єктах Російської Федерації в умовах трансформації суспільства, 80—90-ті роки». Автор 6 монографій та понад 100 наукових публікацій.

## Нагороди і звання
- три ордени «Знак Пошани»
- два ордени Дружби народів
- орден «За заслуги перед Республікою Афганістан» I ст.
- медалі